# Сомицыно
Сомицыно — деревня в Верховажском районе Вологодской области.
Входит в состав Нижне-Важского сельского поселения (до 2015 года входила в Наумовское сельское поселение), с точки зрения административно-территориального деления — в Наумовский сельсовет.
Расстояние по автодороге до районного центра Верховажья — 2,7 км, до центра муниципального образования Наумихи — 1,6 км. Ближайшие населённые пункты — Верхнее Макарово, Филинская, Абакумовская, Ручьевская, Елезовская, Теплый Ручей, Ексинское, Якушевская, Андреевская, Балановская, Наумиха.
По переписи 2002 года население — 28 человек (16 мужчин, 12 женщин). Основные национальности — русские (71 %), цыгане (29 %).